# Шибайголова: Жовтий
«Шибайголова: Жовтий» (англ. «Daredevil: Yellow») — обмежена серія коміксів зі сценарієм від Джефа Леба та малюнком від Тіма Сейла,  оригінальна серія випускалася видавництвом Marvel Comics під імпринтом Marvel Knights з 1 серпня 2001 року по 1 січня 2002 року. Серія переповідає і всіляко доповнює події перших випусків «Daredevil».
Історія є частиною тематичної серії, написаної Джефом Лебом і проілюстрованою Тімом Сейлом, в яку також входять: «Людина-павук: Синій», «Галк: Сірий» та «Капітан Америка: Білий». Леб та Сейл найбільш відомі як авторський дует з коміксів «Бетмен: Довгий Гелловін» та «Супермен на всі сезони». Назва цього коміксу є даниною поваги оригінальному жовтому костюму Шибайголови, який він і носить протягом більшої частини цієї історії.

## Синопсис
Сліпий супергерой, відомий як "людина без страху", згадує про те, як він почав боротися зі злочинністю, щоб помститися за вбивство свого батька, і про свою любов до Карен Пейдж, секретарки свого альтер его — адвоката Метта Мердока.

## Персонажі
- Метт Мердок (Шибайголова) — у дитинстві Метт Мердок був осліплений радіоактивними відходами, намагаючись врятувати літнього незнайомця, який ледь не потрапив під вантажівку з цими небезпечними матеріалами. Проте, решта його почуттів була загострена до надлюдського рівня, і він отримав щось на кшталт "радарного почуття". Вдень він успішний судовий адвокат; вночі він охороняє Пекельну кухню як Шибайголова: Людина без страху.
- Франклін "Мрич" Нельсон — найкращий друг Метта Мердока і майже такий же хороший адвокат, як і сам Метт. Вони працюють разом у своїй власній юридичній фірмі.
- Карен Пейдж — секретарка в юридичній фірмі Метта Мердока і його давній любовний інтерес. Зрештою вона була вбита Мішенню, коли пожертвувала собою заради Метта.
- Слейд — лиходій Шибайголови, який був відповідальний за головну трагедію в житті Метта Мердока.
- "Боєць" Джек Мердок — батько Метта Мердока, який заробляв боксом на життя. Його попросили програти у боксерському поєдинку, але він відмовився. Щоб врятувати сина від наслідків цієї відмови — він віддав його у дитячий будинок.
- Сич — владолюбний кримінальний авторитет, який був постійним противником Шибайголови та Людини-павука.
- Ладнач — нечесний майстер боксерських поєдинків. Він наказав убити Джека Мердока, батька Метта Мердока.
- Ґрейс — жінка, яка таємно працювала з Овлом, яку згодом він шантажував.
- Поглинач — надзвичайно жорстокий боксер, який став злочинцем, в результаті дарованих сил від Локі він перетворився на Поглинальну людину, з можливостями поглинати будь-який матеріал й приймати його властивості. Він чоловік Титанії й ворог Тора та Галка.
- Містер Фантастик — Рід Річардс, також відомий як Містер Фантастика, є лідером Фантастичної четвірки. Він може розтягувати своє тіло на великі відстані через вплив космічних променів під час перебування в космосі. Він також вважається одним з найрозумніших людей у світі, використовуючи свій мозок, щоб досліджувати альтернативні виміри й врятувати світ разом зі своєю сім'єю від науково обґрунтованих загроз.
- Жінка-невидимка — С'юзан Шторм є одною з засновників Фантастичної четвірки, а потім й Фонду майбутнього. Вона здатна створювати невидимі силові поля будь-якої форми, які вона задумує і на які здатна перетворювати себе і все, з чим вона стикається. С'ю є дружиною Ріда Річардса і мати їх дітей, Франкліна і Валерії.
- Істота — Бен Ґрімм, більш відомий як Істота, є оригінальною квінтесенцією "Велета всесвіту Marvel". Але, через його трансформацію, він також є найтрагічнішим членом Фантастичної четвірки. Бен був першокласним льотчиком-випробувачем, поки вплив космічної радіації не перетворив його в каменешкірого монстра з величезною надлюдською силою. Зовнішність Бена набагато твердіша за камінь, що надає йому досить грубий характер; але в глибині душі у нього золоте серце.
- Людина-факел — другий за силою член Фантастичної четвірки і молодший брат С'ю Річардс. Через аварію на космостанії, викликану іноземним випромінюванням в космосі, він може маніпулювати вогнем, перетворювати в нього все своє тіло і навіть літати. Хоч Джонні відомий своїм імпульсивним і іноді безрозсудним характером, він також є вірним другом і безстрашним героєм.
- Пурпурова Людина — колишній шпигун, професійний злочинець і потенційний завойовник світу, Зебедія "Пурпурова людина" Кілґрейв — майстер управління розумом з пурпуровою шкірою.
- Електро — один з найнебезпечніших ворогів Людини-павука, електричне людське динамо, відоме як Електро, постійно був головною загрозою для дивовижної Людини-павука.

## Цікаві факти
- Невеликі сюжетні нестикування цього коміксу з основною серією можна пояснити тим, що Метт через довгий час гірше пам'ятає деталі свого минулого.

## Колекційні видання
- Daredevil: Yellow. Палітурка; містить Daredevil: Yellow #1-6; 160 стр; 1 липня 2002; ISBN 978-0785108405.
- Daredevil: Yellow. Обкладинка; містить Daredevil: Yellow #1-6; 168 стр; 13 липня 2011; ISBN 978-0785109693.
- Yellow, Blue and Gray. Палітурка; містить Daredevil: Yellow #1-6, Spider-Man: Blue #1-6, Hulk: Gray #1-6; 540 стр; 19 серпня 2014; ISBN 978-0785188315.
- Yellow, Blue, Gray & White Omnibus. Палітурка; містить Daredevil: Yellow #1-6, Spider-Man: Blue #1-6, Hulk: Gray #1-6, Captain America: White #0-5; 664 стр; 18 грудня 2018; ISBN 978-1302914059.

### Міжнародні видання
- Daredevil: Jaune (укр. Шибайголова: Жовтий). Panini Comics. Палітурка; містить Daredevil: Yellow #1-6; 140 стр; 12 лютого 2004; ISBN 978-2845380912.
- Devil: Giallo (укр. Шибайголова: Жовтий). Panini Comics. Палітурка; містить Daredevil: Yellow #1-6; 144 стр; 2003; ISBN 978-8883432552.
- Demolidor: Amarelo (укр. Шибайголова: Жовтий). Devir. Палітурка; містить Daredevil: Yellow #1-6; 144 стр; 2006; ISBN 978-9728631604.
- Daredevil: Sarı (укр. Шибайголова: Жовтий). Marmara Cizgi. Палітурка; містить Daredevil: Yellow #1-6; 160 стр; 2012; ISBN 978-9756129432.
- Daredevil: Żółty (укр. Дердевіл: Жовтий). Mucha Comics. Палітурка; містить Daredevil: Yellow #1-6; 144 стр; 20 травня 2015; ISBN 978-8361319542.
- Daredevil: Amarillo (укр. Дердевіл: Жовтий). Panini España. Палітурка; містить Daredevil: Yellow #1-6; 168 стр; 10 березня 2017; ISBN 978-8490949023.
- Daredevil: Giallo (укр. Дердевіл: Жовтий). Panini Comics. Палітурка; містить Daredevil: Yellow #1-6; 168 стр; 26 лютого 2018; ISBN 978-8891236647.
- Derdevil: Žuto (укр. Дердевіл: Жовтий). Phoenix Press. Палітурка; містить Daredevil: Yellow #1-6; 148 стр; 30 липня 2018; ISBN 978-8661490699.
- Сорвиголова: Страх (укр. Шибайголова: Страх). Parallel Comics. Палітурка+суперобкладинка; містить Daredevil: Yellow #1-6; 160 стр; 6 квітня 2019; ISBN 978-5-6040123-9-0.
- Шибайголова: Жовтий. Рідна Мова. Інтегральна палітурка; містить Daredevil: Yellow #1-6; 168 стр; вересня 2019; ISBN 978-966-917-427-7.

#### Українське видання
1 червня 2019 року, на фестивалі Kyiv Comic Con 2019, під час своєї презентації видавництво Рідна Мова анонсувало випуск коміксу Daredevil: Yellow, заплановане на кінець 2019 року. Також на презентації було оголошено про випуск усієї Кольорової серії Marvel Comics.